# Carabayo
I Carabayo (o anche Yuri o Amazonas Macusa) sono un gruppo etnico della Colombia, con una popolazione stimata di circa 150 persone. Questo gruppo etnico è per la maggior parte di fede animista e parla la lingua Carabayo (codice ISO 639: CBY).
Vivono nel dipartimento Amazzone, tra i fiumi San Bernardo e Puré. Sono molto restii agli scambi con altre popolazioni e non hanno praticamente alcun contatto con le zone civilizzate. Il nome "Macusa" significa "selvaggio".